# Новомойгоры
Новомойгоры — деревня в городском округе Серебряные Пруды Московской области.

## География
Находится в южной части Московской области на расстоянии приблизительно 13 км на запад по прямой от окружного центра поселка Серебряные Пруды на левом берегу реки Осётр.

## История
Известна с XVI века. В 1763 году сельцо Мойгоры принадлежало коллежскому советнику Н. И. Юшкову, позже перешло его наследнику. В 1858 году здесь (уже деревня Мойгора Новая) 39 дворов, в 1877 −56, в 1974 — 32. В период коллективизации создан колхоз им. К.Маркса, позднее работал филиал Щелковской птицефабрики. В период 2006—2015 годов входила в состав сельского поселения Узуновское Серебряно-Прудского района.

## Население
Постоянное население составляло 372 человека (1858), 560 (1877), 84 (1974), 68 в 2002 году (русские 88 %), 58 в 2010.